# Hartmut Mehdorn
Hartmut Mehdorn (Varsó, 1942. július 31. –) német menedzser, 1999 és 2009 között a Deutsche Bahn vezérigazgatója.
Harmut Mehdorn a Német Vasutakból az elmúlt tíz év alatt, egy életéért küzdő nemzeti vasútból, sikeres nemzetközi társaságot alakított ki, amely készen állt a részvénypiacra kilépni. De egy állítás, hogy a DB menedzsere az alkalmazottainak százait megfigyeltette Mehdorn visszavonulásához vezetett.
Egy évtizeddel azután, hogy Európa legnagyobb vasútját vezette, a Német Vasutaktól Helmut Mehdorn gyalázatos elbocsátásánál nem lehet nagyobb kontraszt, mint az a változás, amit ő felügyelt, és végrehajtott a DB-nél. Mehdorn, akinek a szerződése 2011. évig szólt, 2009 március 30-án kérte a felmentését, mivel azt állították, hogy a DB 173 000 alkalmazottját figyeltette a 220 000-ből 2002. és 2003 között, korrupció ellenes kampány keretében. A Reuters hírügynökség azt állítja, megszerzett egy dokumentumot, amely azt sugallta, hogy a DB szűrje meg a teljes létszámát 2005. évben korrupció szempontjából. Egy héttel Mehdorn visszavonulása előtt, a DB ellenőrző bizottsága szerint a társaság az elektronikus levelezését is figyeltette. 80 000 munkavállalójánál, arra is kiterjedően, hogy azok kapcsolatban vannak-e újságírókkal, hogy megtudják és azonosítsák, melyik alkalmazott kritizálja a vállalat tőzsdére lépési tervét, amelyet végül elhalasztottak.
2011 szeptemberétől 2013-ig Németország második legnagyobb repülőtársaságának az Air Berlinnek volt az igazgatója.

## Munkáltatói
- Vereinigte Flugtechnische Werke (1966–1668, mérnök)
- Aircraft Services Lemwerder (1968–1981)
- Messerschmitt-Bölkow-Blohm (1981–)
- Airbus (1979–1984, vezérigazgató)
- DaimlerChrysler Aerospace (1992. augusztus – 1995, igazgatótanács)
- Dornier Flugzeugwerke (1992, a felügyelőbizottság elnöke)
- Heidelberger Druckmaschinen (1995–1999, vezérigazgató)
- RWE (1997–1999, igazgatótanács)
- Deutsche Bahn (1999 – 2009. április 30.)
- Air Berlin (2009 – 2013. január, vezérigazgató)
- Flughafen Berlin Brandenburg GmbH (2013. március 11. – , vezérigazgató)
- SAP SE (felügyelőbizottság)